# Vanilla Air
Vanilla Air (яп. バニラ・エア株式会社 Banira Ea Кабусики-гайся) — упразднённая японская бюджетная авиакомпания со штаб-квартирой в Терминале 2 международного аэропорта Нарита (Токио), полностью принадлежавшая магистральному перевозчику All Nippon Airways.
В качестве самостоятельного перевозчика авиакомпания прекратила свою деятельность в октябре 2019 года в результате слияния с Peach Aviation.

## История
В июне 2013 года руководство авиакомпании AirAsia приняло решение о снижении доли собственности в своём подразделении AirAsia Japan, контроль управления в котором перешло к японской авиакомпании ANA. В августе того же года менеджмент AirAsia Japan объявил о продолжении операционной деятельности перевозчика до 26 октября 2013 года, после чего согласно текущим планам авиакомпания провела полный ребрендинг и 1 ноября сменила своё официальное название на Vanilla Air. Обновлённый перевозчик начал работу на двух самолётах Airbus A320, имея в планах увеличить собственный флот до 10 лайнеров к 2015 году. Основной сферой деятельности Vanilla Air стало осуществление пассажирских перевозок по популярным туристическим маршрутам из аэропортов Японии в страны Азиатско-Тихоокеанского региона.
Расширение воздушного флота авиакомпании, по мнениям аналитиков рынка, необходимо для более эффективной конкуренции с аналогичным подразделением Jetstar Japan другой магистральной авиакомпании Японии Japan Airlines, так же работающим из собственного хаба в международном аэропорту Нарита.
20 декабря 2013 года Vanilla Air открыла первые рейсы из Нариты в Окинаву и Тайбэй.
22 марта 2018 года All Nippon Airways объявила о процедуре объединения двух своих дочерних авиакомпаний Peach Aviation и Vanilla Air, начиная со второй половины 2018 и до конца 2019 года.
Авиакомпания Vanilla Air прекратила свою деятельность 26 октября 2019 года.

## Маршрутная сеть
В мае 2014 года маршрутная сеть авиакомпании Vanilla Air охватывала следующие пункты назначения:
 Япония
- Амами — аэропорт Амами
- Окинава — аэропорт Наха
- Саппоро — аэропорт Титосэ Новый
- Токио — международный аэропорт Нарита

 Китайская Республика
- Тайбэй — международный аэропорт Тайвань Таоюань
- Гаосюн — аэропорт Гаосюн

## Флот
В октябре 2019 года авиакомпания Vanilla Air эксплуатировала воздушный флот из следующих самолётов: